# Félix Bungener

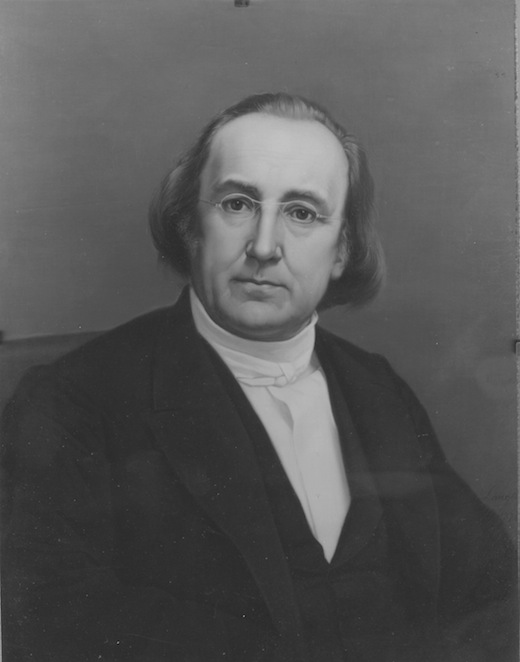
Félix Bungener

Laurence Louis Félix Bungener (* 29. September 1814 in Marseille; † 14. Juni 1874 in Genf) war ein französisch-schweizerischer evangelischer  Geistlicher.

## Leben

### Familie
Félix Bungener war der Sohn des Schneiders Laurent Bungener (* 3. Juni 1753 in Neuwied-Heddesdorf; † 10. Oktober 1832 in Chambéry) und dessen Ehefrau Jeanne-Françoise (* 5. Juli 1783 in Lutry; † 5. Juli 1849 in Genf), Tochter von Jean Samuel Bron (* 1750).
Er war in erster Ehe mit Suzanne-Elise (1818–1851), Tochter des Uhrmachers Jacques Buensod verheiratet; aus der Ehe gingen drei Kinder hervor.
In zweiter Ehe heiratete er am 12. Oktober 1855 Marie-Wilhelmine (* 17. März 1829 in Hamburg; † 7. Januar 1903 in Paris), Tochter des Hamburger Kaufmanns und Grundbesitzers Wilhelm Sillem (1804–1885), der in Hamburg Sillem’s Bazar erbauen ließ und sich in Genf der Armenfürsorge widmete, und dessen Ehefrau Angletine Henriette Elizabeth Louise (1808–1874), Tochter des Barons César Auguste de Senarclens (1763–1836); ihr Großvater war der Bankier Hieronymus Sillem. Aus der zweiten Ehe ging ein Kind hervor.

### Werdegang
Auf Anregung von Jean-François Sautter (1791–1872), dem Pastor von Marseille, immatrikulierte sich Félix Bungener an der Académie de Genève zu einem Theologiestudium und setzte dieses an der Universität Strassburg fort.
Nach seiner Konsekration 1839 predigte er für die Evangelische Gesellschaft in Frankreich und war zugleich bis 1843 Redaktor unter anderem bei Le Fédéral und später bei La Semaine religieuse.
Von 1843 bis 1848 war er Lehrer am Progymnasium in Genf, bevor er von 1849 bis 1857 als Lehrer an der dortigen Höheren Töchterschule unterrichtete.

### Berufliches und Geistliches Wirken
Félix Bungeners Leben wurde nachhaltig bestimmt, als sein Vater in Chambéry starb und als Protestant auf dem Friedhof der Hingerichteten beerdigt wurde.
Er wurde allgemein bekannt durch seinen publizierten Essay Deux soirées à l'hôtel de Rambouillet in der Gazette de France.
Als antikatholischer Polemiker wurde er häufig für Vorträge ins Ausland gerufen; er beteiligte sich auch mit viel Talent an der Kontroverse zwischen Protestanten und Katholiken.
Seine Veröffentlichungen und Publikationen wurden in verschiedene Sprachen übersetzt.

## Schriften (Auswahl)
- Genève et Strasbourg ou le possible. Genf 1842.
- Histoire du Concile de Trente.
  - Band 1. Cherbuliez, Paris 1847.
  - Band 2. Cherbuliez, Paris 1847.
- Rabaut and Bridaine. Boston 1850.
- Voltaire et son temps.
  - Band 1. Cherbuliez, Paris  1851.
  - Band 2. Cherbuliez, Paris  1851.
- The priest and the Huguenot. Boston 1853.
- Julian, or, The close of an era.
  - Band 1.
  - Band 2. London 1854.
- Lettre à un protestant du Pays de Gex. Genf 1856.
- Marie et la mariolatrie. Genf 1856.
- Christ et le siècle. Paris 1856.
- Rom und die Bibel. Rauh, Berlin 1860.
- König und Prediger. Georg, Basel 1860.
- Calvin: sa vie, son oeuvre et ses écrits. Cherbuliez, Paris 1862.
- Abraham Lincoln. Bern 1866.
- Se sanctifier pour ses frères. Paris 1867.
- Three Days in the Life of a Father. New York 1867.
- Trois sermons sous Louis XV.
  - Band 1. Sandoz et Fischbacher, Paris 1875. 5. Auflage.
  - Band 2. Sandoz et Fischbacher, Paris 1876. 5. Auflage.
  - Band 3. Sandoz et Fischbacher, Paris 1876. 5. Auflage.